# 캐리지 리턴

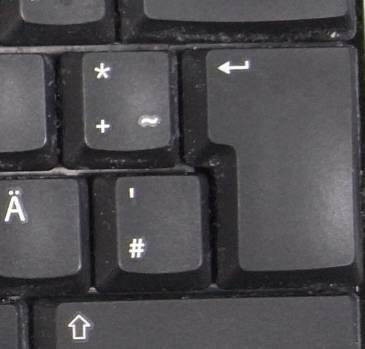
키보드의 리턴 키.

캐리지 리턴(carriage return), 카트리지 리턴(영어: cartridge return) 또는 간단히 리턴(return)은 문자의 새 줄을 시작하는 데 쓰이는 제어 문자나 그 구조를 가리킨다. 컴퓨터 환경에서는 간단히 CR로 줄여 쓴다. 원래 캐리지 리턴은 타자기의 구조나 레버를 가리키는 용어였다. 최초의 전기식 캐리지 리턴은 1960년에 스미스 코로나가 전기 타자기에 추가하였다.
비영어권의 자판 개선을 위해 캐리지 리턴을 가리키는 ↵ (U+21B5) 기호가 도입되기도 했다.
아스키와 유니코드에서 캐리지 리턴은 13 (16진수 0D)으로 정의되며, Ctrl+M (^M)을 통해서도 볼 수 있다. 이에 영향을 받은 C 프로그래밍 언어 및 기타 수많은 언어들에서 이스케이프 시퀀스인 \r은 이 문자를 가리킨다.

## 참조
1. ↑  Eric S. Roberts. The Art and Science of C. Addison-Wesley, 1995. p311.

## 같이 보기
- 새줄 문자
- 하드 리턴